# اچ‌ام‌اس خاروبدیس (۱۸۰۹)

{{Infobox ship characteristics

کشتی ۱۸۰۹

اچ‌ام‌اس خاروبدیس (۱۸۰۹) (به انگلیسی: HMS Charybdis (1809)) یک کشتی بود که طول آن ۱۰۰ فوت ۳ اینچ (۳۰٫۵۶ متر) Length overall بود. این کشتی در سال ۱۸۰۹ (میلادی)|۱۸۰۹]] ساخته شد.